# La Grande Bretèche
La Grande Bretèche é uma novela de Honoré de Balzac publicada em 1832 nos Contes bruns, associada a uma outra novela, Le Message, depois dissociada desta para ser ligada em 1842 a uma novela maior: Autre étude de femme, que é, por si própria, um quebra-cabeça de novelas, narrativas e fábulas.
La Grande Bretèche fazia parte, originalmente, com Le Message, de uma narrativa intitulada Le Conseil, figurando nos Estudos de costumes. Depois de ter figurado nas Cenas da vida parisiense, La Grande Bretèche é publicada no tome IV da edição Furne da Comédia Humana, nas Cenas da vida privada, em 1842.
Esta narrativa contada por Horace Bianchon (ao qual Balzac dá frequentemente o papel de narrador) é cheia de mistério e de personagens em sombreado. As descrições líricas deste grande texto fazem surgir imagens fantásticas, maravilhosas ou horríveis.

## Enredo
O médico Horace Bianchon descobre perto de Vendôme uma casa abandonada cujas ruínas e estranha beleza lhe intrigam. Toda tarde ele busca penetrar nesta propriedade sem conseguir. De volta ao albergue, ele faz muitas perguntas, sem que ninguém responda. Até que um notário lhe explica os legados contituídos por esta propriedade e as razões destes legados. Madame de Merret, a proprietária do lugar, proibiu que se entrasse na sua casa particular, que a consertassem, que se tocasse em só uma de suas pedras por cinquenta anos. E fez do notário seu legatário com a condição de que ele deixasse a propriedade no estado durante cinquenta anos. A razão deste testamento é que Madame de Merret tinha um amante espanhol que vinha à noite encontrá-la nadando no rio. Mas um dia, o marido, voltando mais cedo que de costume, percebe que há pessoa no pequeno cômodo ao lado do quarto de sua esposa. Quando ele resolve entrar lá, Madame de Merret jura que este ato de desconfiança será o fim de suas relações. Monsieur de Merret convoca então um exército de pedreiros e manda construir um muro na porta do lugar, impedindo o belo espanhol de fugir. O homem morrerá de fome lentamente e Madame de Merret, sempre assombrada pelo homem murado, seguirá seu marido, no mais profundo desespero, considerando a casa como um túmulo intocável.

## Adaptações
- 1909 : La Grande Bretèche, Film d'Art dirigido por André Calmettes, com Véra Sergine, André Calmettes e Henri Pouctal, produzido por Pathé Frères.
- 1911-1912 : Uma ópera por Albert Dupuis, editada em 1913 por Eschig, Paris.
- 1943 : Un seul amour, filme dirigido por Pierre Blanchar, com Micheline Presle.